# Ernest Ponthier de Chamaillard

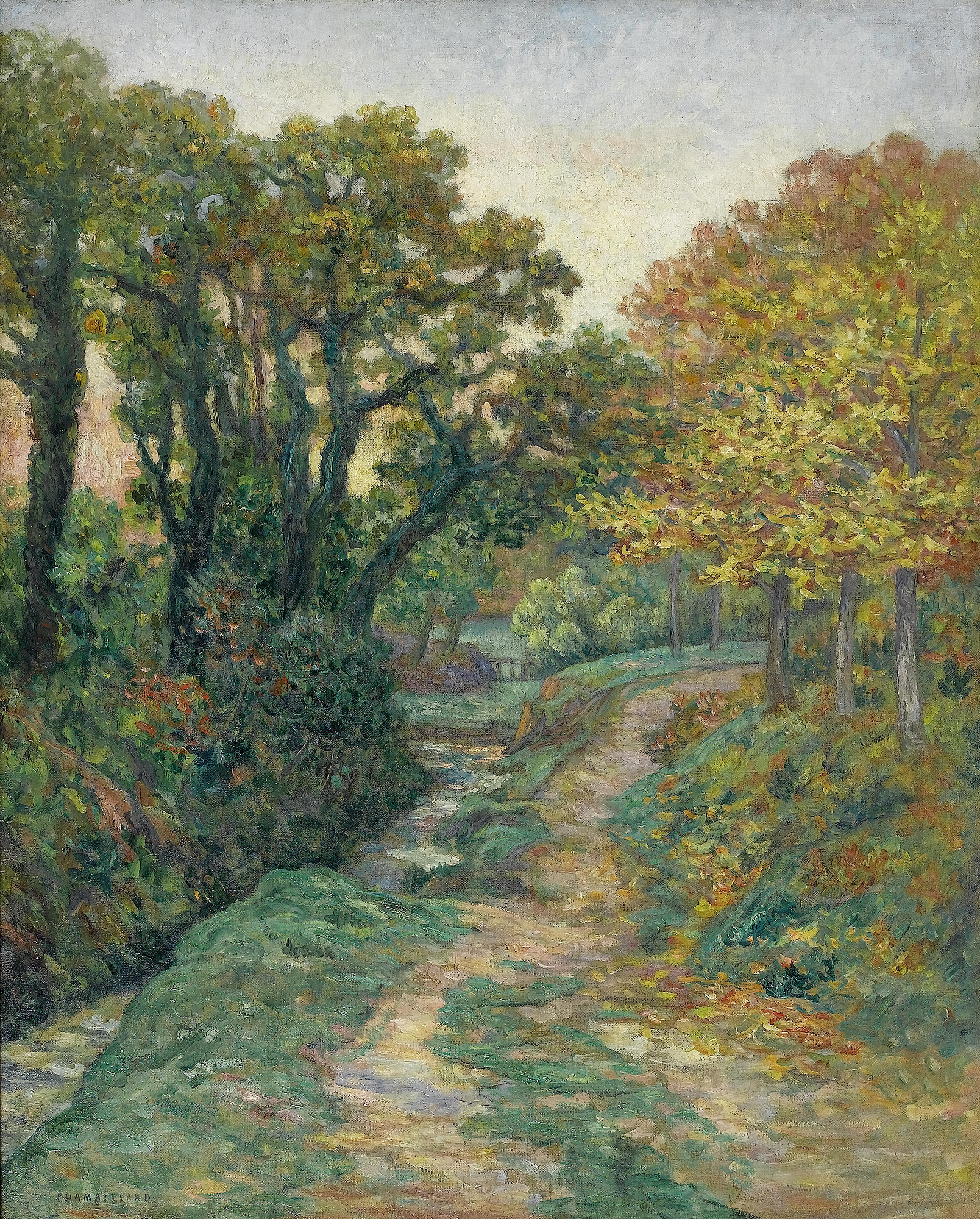
De holle weg in de buurt van de Creek

Ernest Ponthier de Chamaillard (Gourlizon, 1862, Eaubonne, 1930) was een kunstschilder van de School van Pont-Aven. 
Als leerling van Paul Gauguin werd hij geïntroduceerd in de schilderkunst. In 1888 verliet hij de advocatuur om zich in Gloanec, een pension in Pont-Aven, aan de schilderkunst te wijden. Daar ontmoette hij Louise Lamour met wie hij later trouwde in Jersey. Hij bleef een aantal jaren in Pont-Aven, waar hij voornamelijk landschappen schilderde. 
In 1893 verhuisde hij naar Châteaulin. Omdat hij niet kon leven van zijn kunstwerken, werkte hij bij als advocaat. In deze functie zou hij Gauguin vertegenwoordigen in een zaak tegen Mary Henry. 
In 1905 verliet hij Châteaulin voor een bureaubaan in Parijs. 
- Bibliothèque nationale de France: cb16103829t (data)
- International Standard Name Identifier: 0000 0000 7034 634X
- RKD-Nederlands Instituut voor Kunstgeschiedenis: 16282
- Union List of Artist Names: 500012725
- Virtual International Authority File: 95758726